# لوئیس اوجدا
لوئیس اوجدا (انگلیسی: Luis Ojeda؛ زادهٔ ۲۱ مارس ۱۹۹۰) بازیکن فوتبال اهل آرژانتین است.
از باشگاه‌هایی که در آن بازی کرده‌است می‌توان به باشگاه فوتبال آرژانتینوس جونیورز اشاره کرد.